# Omega (Doctor Who)
 (juin 2016).
Si vous disposez d'ouvrages ou d'articles de référence ou si vous connaissez des sites web de qualité traitant du thème abordé ici, merci de compléter l'article en donnant les références utiles à sa vérifiabilité et en les liant à la section « Notes et références ».
Oméga est le nom donné par les Seigneur du Temps à un de leurs créateurs.

## Histoire du personnage

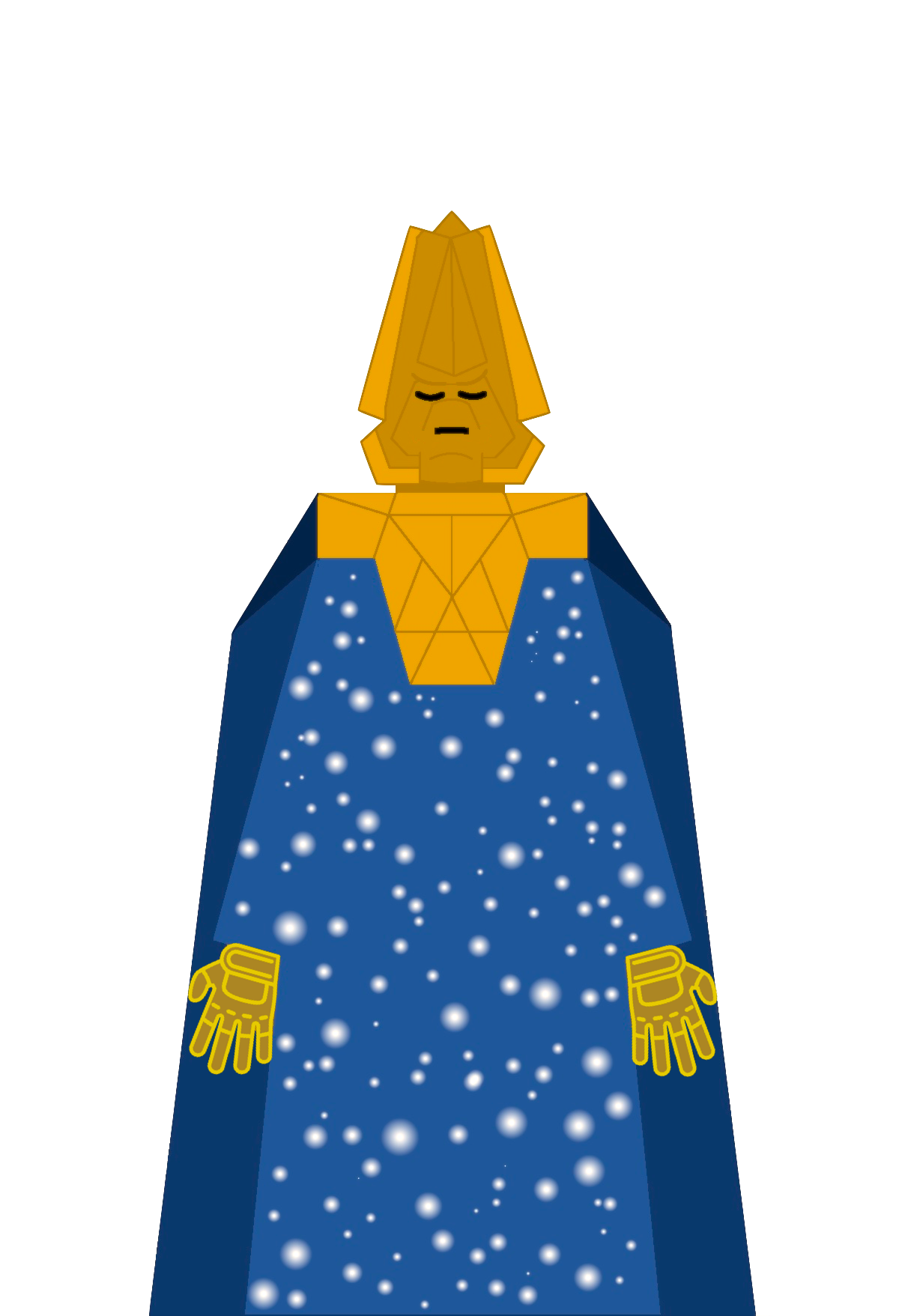
Dessin d'Omega avec son masque et sa tunique sombre, emblématique du personnage.

### The Three Doctors(1972-1973)
Lors des événements de The Three Doctors, on découvre qu'Oméga est en vie dans un univers d'antimatière, où il est piégé depuis des millénaires, malgré son succès à modeler cet univers à sa guise. Cette solitude l'a rendu fou, et il ne cherche qu'à se venger des Seigneurs du Temps pour l'avoir abandonné, et ce même si le Troisième Docteur lui assure qu'il est vénéré parmi son peuple,. Il essaie de forcer le Docteur à rester dans l'univers d'antimatière à sa place, pour qu'il puisse le quitter. Mais le Deuxième et le Troisième Docteur trouvent un moyen de détruire l'univers d'antimatière et de le quitter. 

## Mythologie autour du personnage
Selon la tradition gallifreyenne, Oméga est né sur Gallifrey, alors habité par de simples Gallifreyens n'ayant pas encore mutés en Seigneurs du Temps. Héros de guerre et Ingénieur, il met au point avec son collègue Rassilon la main d'Oméga, un manipulateur stellaire pouvant détruire des étoiles entières. Voulant tester son invention, Oméga transforma en Trou noir une étoile proche, qui devint par la même occasion une source d'énergie inépuisable appelée œil de l'harmonie. Mais malheureusement, il fut aspiré dans le trou noir qui le conduisit dans un univers parallèle fait d'antimatière.

## Apparitions du personnage

### Épisodes deDoctor Who
- 1973 : The Three Doctors
- 1983 : Arc of Infinity
- 2025 : Le Monde du souhait

### Romans deDoctor Who
- 1998 : The Infinity Doctors

### Épisodes audioBig Finish
- 2003 : Omega